# Monepidosis bulgarica
Monepidosis bulgarica is een muggensoort uit de familie van de galmuggen (Cecidomyiidae). De wetenschappelijke naam van de soort is voor het eerst geldig gepubliceerd in 1992 door Mamaev & Dimitrova.